# Universidad de San Martín
La Universidad de San Martín (en inglés: University of St. Martin) (USM) es una universidad en Philipsburg, en Sint Maarten que fue establecida en 1989. Tiene cerca de 400 estudiantes a tiempo completo, mientras que a tiempo parcial posee más de 500 alumnos. Su presidente es Annalies van den Assem.
La USM fue creada en 1989 por Albert Claudio Wathey y el embajador Ansary Hushang como un anexo de la Universidad de Johnson and Wales. Sus instalaciones fueron destruidas por el huracán Lenny en 1999, pero la universidad fue reconstruida. Sus edificios blancos tienen vistas al Great Salt Pond en el pintoresco Philipsburg.